# Сарненський район (1940—2020)
Са́рненський райо́н — колишній район у північній частині Рівненської області України. Площа — 2 тис. км², що становить 10 % території області. Районний центр — Сарни.

## Географія
Район межує на півночі — з Дубровицьким, на сході — з Рокитнівським, на південному сході — з Березнівським, на півдні — з Костопільським, на заході — з Володимирецьким районами Рівненської області.

### Геологічна будова
В геоструктурному відношенні район розташований в межах західного схилу Українського кристалічного щита, який внаслідок густої системи розривних порушень має блокову будову та сходинкою занурюється на захід.
В геологічній будові беруть участь осадові породи верхньопротерозойського, мезозойського та кайнозойського віків.
Верхньопротерозойські утворення складають осадово-теригенні породи поліської серії. Вони залягають моноклінально на південний захід під кутом 2-3°. Представлені кварцовими пісковиками сірого та червоно-бурого забарвлення, переважно дрібного та тонкозернистого складу. В піщаній товщі зустрічаються прошарки коричнево-бурих алевролітів та аргілітів потужністю від декількох сантиметрів до 2-3 м.
Загальна потужність відкладів поліської серії становить 650—750 м.
Мезозойські відклади представлені світло-сірими мергелями і білою крейдою крейдяної системи. Вони залягають із стратиграфічною і кутовою незгідністю на розмитій поверхні поліської серії.

### Рельєф
Сарненщина розташована в межах Волинського Полісся. На території Рівненщини можна виділити Сарненську акумулятивну рівнину. Вона являє собою плоску низовину з переважанням абсолютних висот 150—180 м; виповнених переважно піщаними відкладами, підстеленими палеогеновими пісками, а подекуди — крейдою. Морфологічні особливості Сарненської акумулятивної рівнини значною мірою зумовлені розташуванням району у межах придолини Стир — Словечна.
Для району характерні неглибокі річкові долини з широкими заболоченими заплавами і розширеними заплавними терасами.

### Мінеральні ресурси
У регіоні розвідані значні запаси гранітів, бурштину, торфу, мінеральних вод. Із 20 розвіданих родовищ експлуатується 15.
Район багатий нерудними копалинами і вапняками, глинами, пісками і крейдою. Є численні родовища гранітів, сіонітів, діоритів. На території Чемернянського торфовища розміщені родовища торфу потужністю шарів 1,5—2,5 метри. З палеогеновими відкладеннями пов'язане єдине в Україні Клесівське родовище бурштину, видобуток якого становить 1400 кг/рік.
На схилах долин Случі та Горині залягають запаси крейди. Її використовують для виготовлення фарб, цегли в будівництві. В пісках переважають мінерали: кварц, польові шпати, домішки глинистих матеріалів, окисів заліза. Запаси їх необмежені. Є родовища фосфатів.

### Гідрографічна мережа
Гідрографічна мережа району добре розвинена. Ширина русел річок коливається в широких межах. Глибина річок змінюється від 0,5 до 2,5—4,0 м, швидкість течії 0,1—0,3 м/с. За умовами водного живлення річки належать до змішаного типу. У весняний період живляться талими водами, з травня по жовтень для них характерне дощове живлення, потім — ґрунтове. Гідрологічний режим річок змінюється впродовж року і залежить від опадів. Основну частину гідрографічної мережі Сарненщини становлять поверхневі води постійних водотоків (річок, струмків, каналів) та водойм (озер, водосховищ, ставків). З певною умовністю сюди можуть бути віднесені й води боліт.
Територією району протікає 26 малих річок, річки Горинь та Случ, безліч струмків; штучних водойм — 16, одне водосховище, озер — 34.
Ліси займають більшу частину території району, які обслуговують 3 лісгоспи та заповідник.

### Рекреаційні ресурси
Природні багатства, зокрема, високоякісні глини та мінеральні води Степаня, стали базою для створення санаторію «Горинь». Склад мінеральних вод за своїми властивостями прирівнюється до вод курортів «Миргород», «Баден-Баден». Тут ефективно лікуються хронічні гастрити, холецистити, інші хвороби кишки.

### Екзогенні геологічні процеси
У межах Сарненського району набули розвитку такі ЕГП природного та техногенного походження як: підтоплення, карст, просідання лесових ґрунтів, ерозія.
Умов для розвитку зсувів на території району не має.

### Адміністративно-територіальний устрій
У складі району — місто, 64 села і 2 селища міського типу, які об'єднуються 1 міською, 2 селищними і 19 сільськими радами. Найбільші населені пункти: м.Сарни, селища Клесів та Степань.
Представляють місцеву владу Сарненщини: районна державна адміністрація, районна рада, 19 сільських, 2 селищних та 1 міська рада.

## Природно-заповідний фонд

### Природні заповідники
Рівненський (загальнодержавного значення).

### Гідрологічні заказники
Озеро Стрільське (загальнодержавного значення), Сомине (загальнодержавного значення).

### Ландшафтні заказники
Кузьмівський, Урочище «Каліжари».

### Лісові заказники
Карасинський, Костянтинівське, Костянтинівський, Урочище «Берці», Чабельський.

### Орнітологічні заказники
Урочище «Вовча гора».

### Ботанічні пам'ятки природи
Букова алея, Купринівське дерево, Рідкісне дерево сосни.

### Гідрологічні пам'ятки природи
Озеро «Карпилівське».

### Комплексні пам'ятки природи
Сарненський дендропарк, Стоянка партизан.

### Заповідні урочища
Букові насадження, Вікові соснові насадження, Ділянка соснового лісу, Дубовий гай (Степанське л-во), Дубовий гай (Ясногірське л-во), Поліщукове, Розвилка, Урочище «Любонька», Чорний Ліс.

## Історія
Сарненський район з центром у місті Сарни у складі Ровенської області утворений відповідно до указу Президії Верховної Ради Української РСР від 1 січня 1940 року.
1 вересня 1941 року німецька влада включила серед інших Сарненський район до складу новоствореного Сарненського ґебіту генеральної округи Волинь-Поділля Райхскомісаріату Україна.
Під час Другої світової війни підрозділам УПА вдалося організувати в Сарненському районі роботу 15 сільських управ.
За даними районного відділу МДБ станом на квітень 1948 року з району було виселено 211 родин «бандпособників» і націоналістів.

## Населення
Населення району становить — 98,544 тис. осіб, в тому числі сільське — 61800 осіб. У районі проживають 3737 одиноких громадян похилого віку, які взяті на облік в управлінні праці та соціального захисту населення райдержадміністрації, обслуговуються соціальними працівниками — 593 особи. Станом на 01.03.2008 року на обліку в Пенсійному фонді знаходяться 24 879 пенсіонерів.

### Національність
У 1945 році поляки становили 17 % населення району.

### Мова
Розподіл населення за рідною мовою за даними перепису 2001 року:
| Мова       | Відсоток |
| ---------- | -------- |
| українська | 98,16 %  |
| російська  | 1,58 %   |
| білоруська | 0,12 %   |
| циганська  | 0,04 %   |
| вірменська | 0,01 %   |
| молдовська | 0,01 %   |
| польська   | 0,01 %   |
| угорська   | 0,01 %   |

### Вікова і статева структура
Розподіл населення за віком та статтю (2001):
| Стать | Всього | До 15 років | 15-24 | 25-44  | 45-64 | 65-85 | Понад 85 |
| --- | ------ | ----------- | ----- | ------ | ----- | ----- | -------- |
| Чоловіки | 48 938 | 12 997      | 8663  | 15 259 | 8136  | 3750  | 133      |
| Жінки | 50 791 | 12 747      | 8075  | 13 147 | 9483  | 6984  | 355      |
| \| Статево-вікова піраміда \| Статево-вікова піраміда \| Статево-вікова піраміда \| \| ----------------------- \| ----------------------- \| ----------------------- \| \| Чоловіки \| Вік \| Жінки \| \| 133 \| 85 + \| 355 \| \| 228 \| 80-84 \| 613 \| \| 595 \| 75-79 \| 1511 \| \| 1326 \| 70-74 \| 2295 \| \| 1601 \| 65-69 \| 2565 \| \| 1785 \| 60-64 \| 2564 \| \| 1281 \| 55-59 \| 1688 \| \| 2255 \| 50-54 \| 2453 \| \| 2815 \| 45-49 \| 2778 \| \| 3849 \| 40-44 \| 3386 \| \| 3437 \| 35-39 \| 3104 \| \| 3747 \| 30-34 \| 3056 \| \| 4226 \| 25-29 \| 3601 \| \| 4039 \| 20-24 \| 3659 \| \| 4624 \| 15-20 \| 4416 \| \| 4580 \| 10-14 \| 4440 \| \| 4364 \| 5-9 \| 4409 \| \| 4053 \| 0-4 \| 3898 \| |        |             |       |        |       |       |          |
| Статево-вікова піраміда |        |             |       |        |       |       |          |
| Чоловіки | Вік    | Жінки       |       |        |       |       |          |
| 133 | 85 +   | 355         |       |        |       |       |          |
| 228 | 80-84  | 613         |       |        |       |       |          |
| 595 | 75-79  | 1511        |       |        |       |       |          |
| 1326 | 70-74  | 2295        |       |        |       |       |          |
| 1601 | 65-69  | 2565        |       |        |       |       |          |
| 1785 | 60-64  | 2564        |       |        |       |       |          |
| 1281 | 55-59  | 1688        |       |        |       |       |          |
| 2255 | 50-54  | 2453        |       |        |       |       |          |
| 2815 | 45-49  | 2778        |       |        |       |       |          |
| 3849 | 40-44  | 3386        |       |        |       |       |          |
| 3437 | 35-39  | 3104        |       |        |       |       |          |
| 3747 | 30-34  | 3056        |       |        |       |       |          |
| 4226 | 25-29  | 3601        |       |        |       |       |          |
| 4039 | 20-24  | 3659        |       |        |       |       |          |
| 4624 | 15-20  | 4416        |       |        |       |       |          |
| 4580 | 10-14  | 4440        |       |        |       |       |          |
| 4364 | 5-9    | 4409        |       |        |       |       |          |
| 4053 | 0-4    | 3898        |       |        |       |       |          |

## Транспортне сполучення
Райцентр — м. Сарни — розташований на перехресті автомагістралей E373 (Київ—Варшава) та Рівне—Мінськ, а також залізничних магістралей Київ—Ковель—Ягодин і Рівне—Лунинець. Найбільші залізничні станції — Сарни та Клесів. На станції Сарни розміщені відділення Рівненської митниці та енергетичної митниці України.

## Політика
25 травня 2014 року відбулися Президентські вибори України. У межах Сарненського району було створено 80 виборчих дільниць. Явка на виборах складала — 65,64 % (проголосували 47 353 із 72 137 виборців). Найбільшу кількість голосів отримав Петро Порошенко — 48,66 % (23 043 виборців); Юлія Тимошенко — 22,33 % (10 572 виборців), Олег Ляшко — 14,48 % (6 855 виборців), Анатолій Гриценко — 4,41 % (2 089 виборців). Решта кандидатів набрали меншу кількість голосів. Кількість недійсних або зіпсованих бюлетенів — 1,07 %.

## Пам'ятки
У Сарненському районі Рівненської області нараховується 31 пам'ятка історії.